# کلیسای جامع زاگرب
کلیسای جامع زاگرب (انگلیسی: Zagreb Cathedral) یک کلیسای جامع کاتولیک در زاگرب، کرواسی است که از برجسته‌ترین ساختمان‌های مقدس سبک گوتیک در جنوب شرقی آلپ محسوب می‌شود.
این کلیسا که در میانه قرن ۱۳ میلادی بنیان‌گذاری شده در زمین‌لرزه کرواسی ۱۸۸۰ دچار آسیب شده و پس از آن بازسازی آن تا سال ۱۹۰۶ به طول انجامید، کلیسای جامع زاگرب دارای ۲ مناره به ارتفاع ۱۰۸ متر می‌باشد.

## نگارخانه

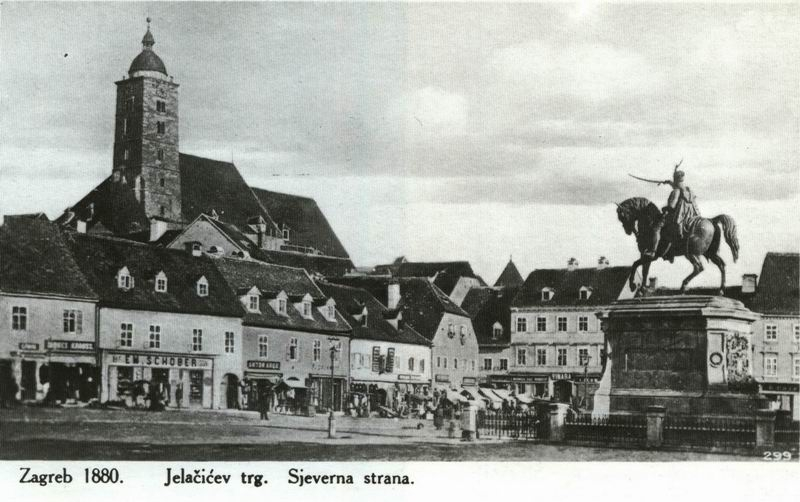
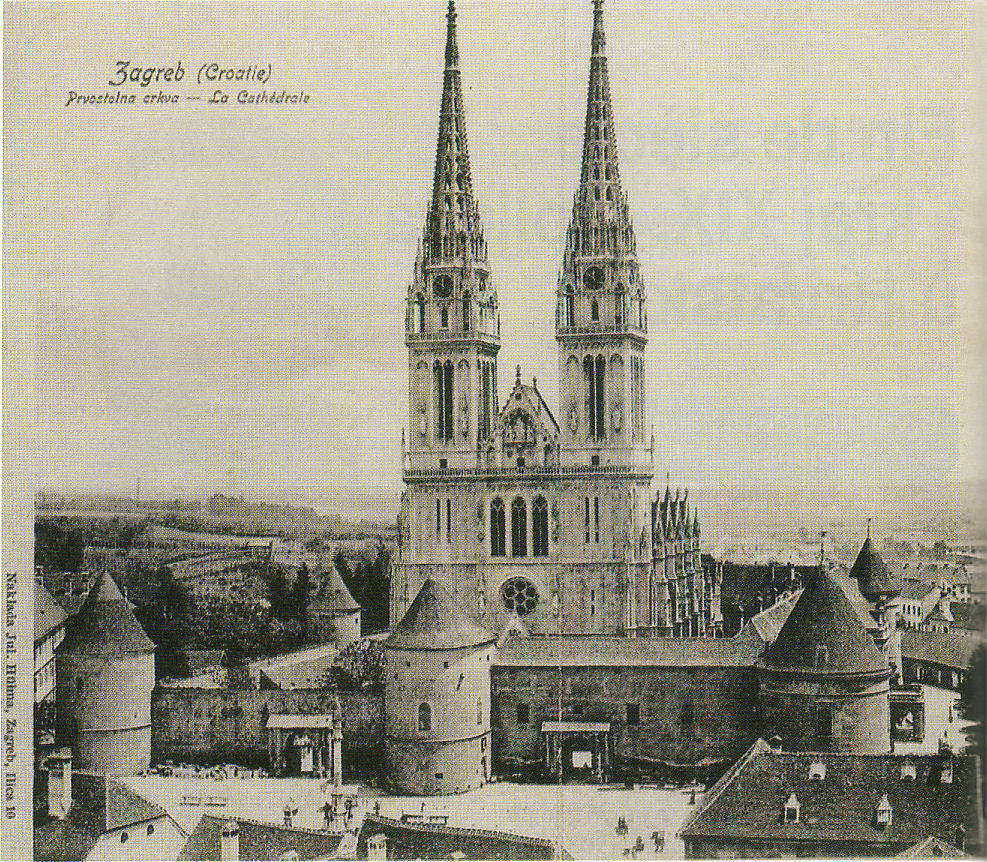
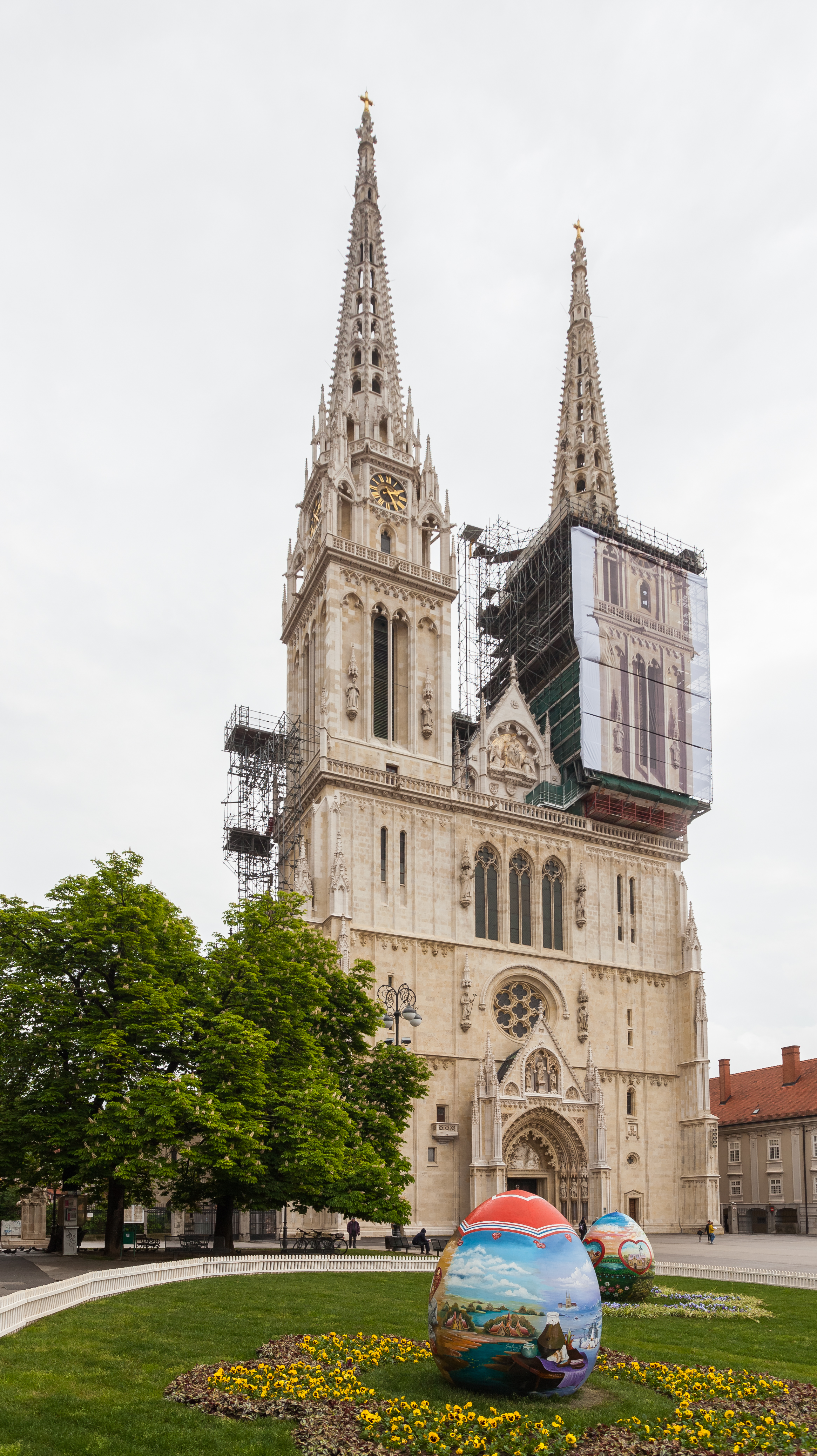
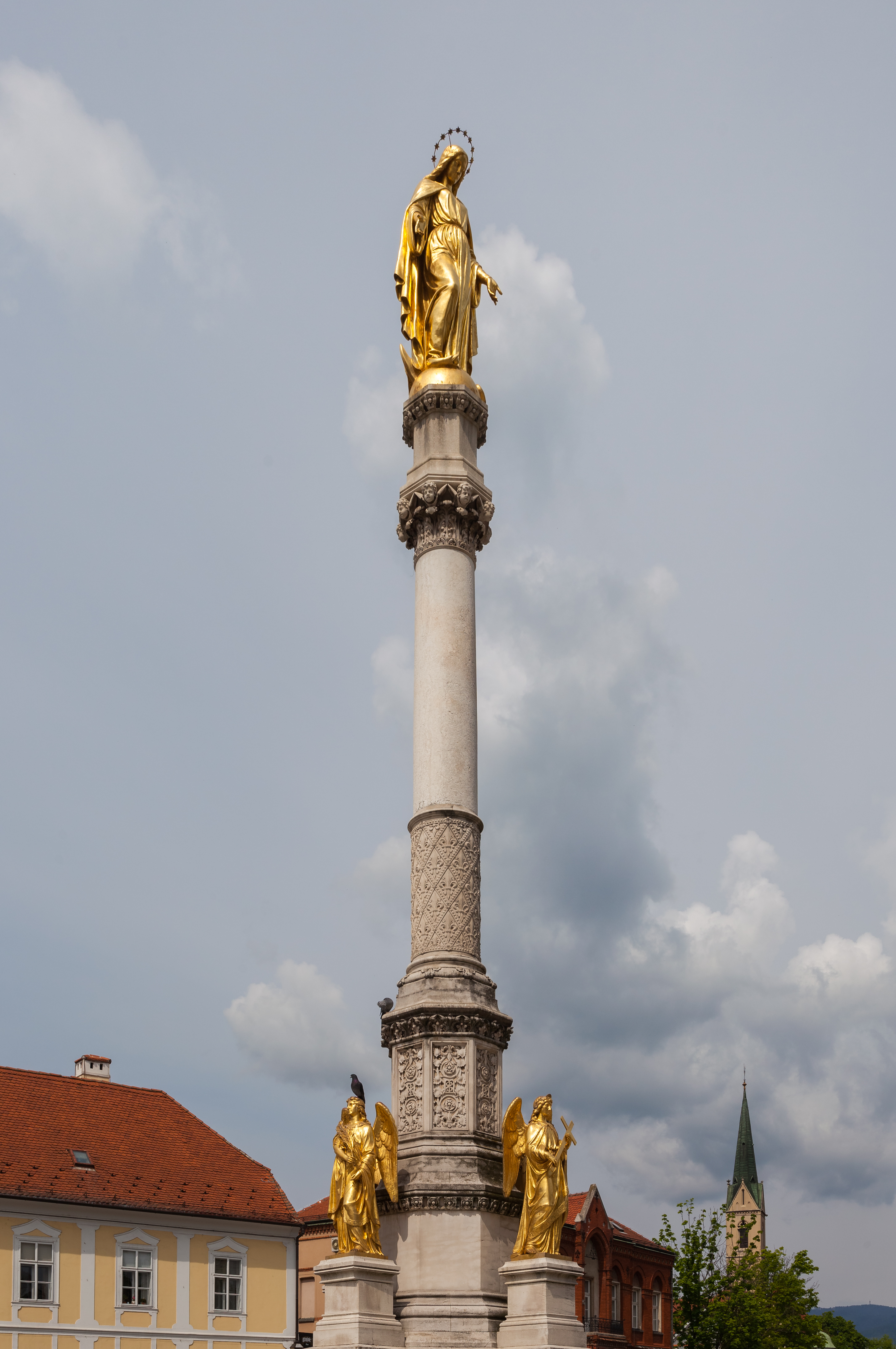
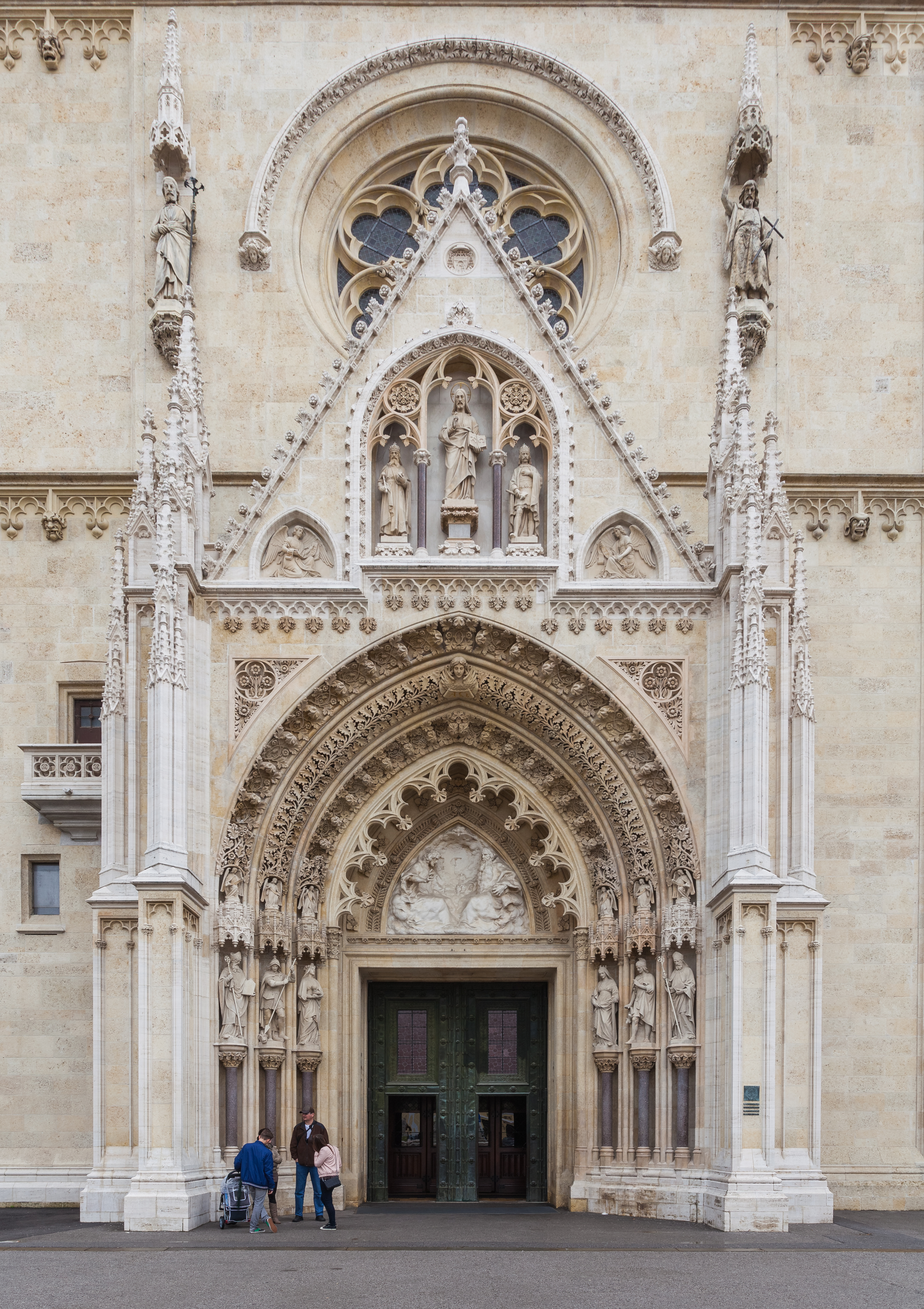
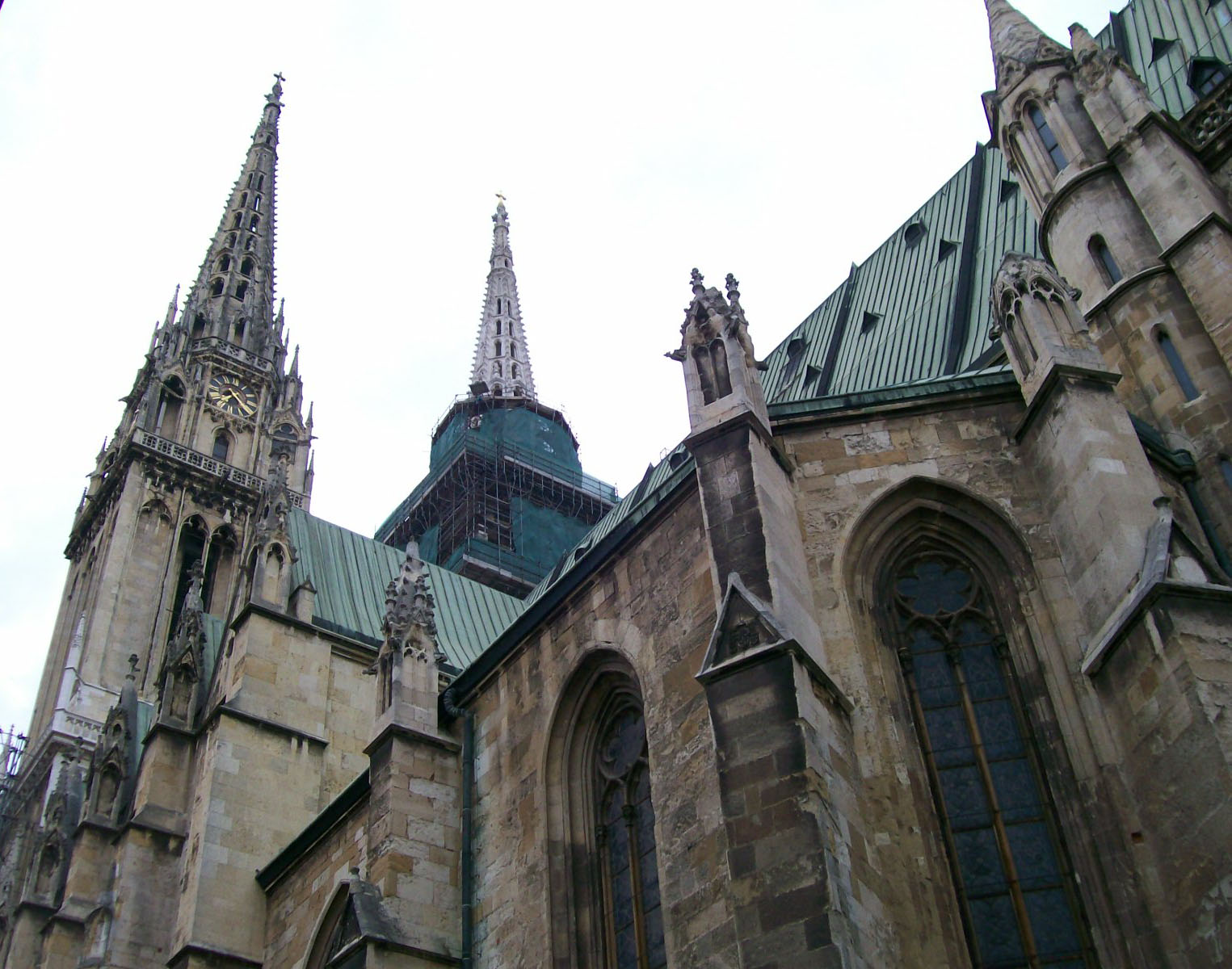
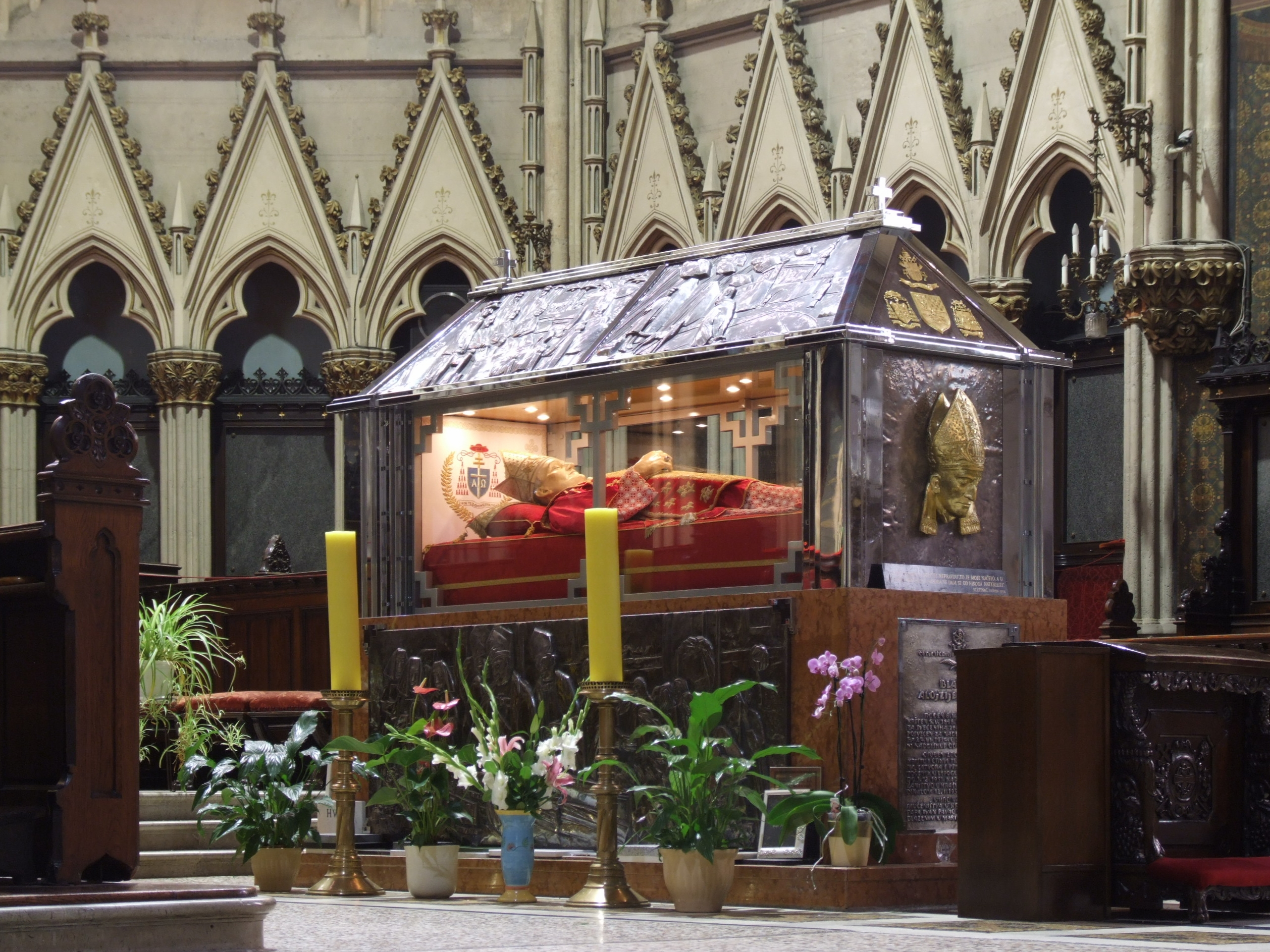
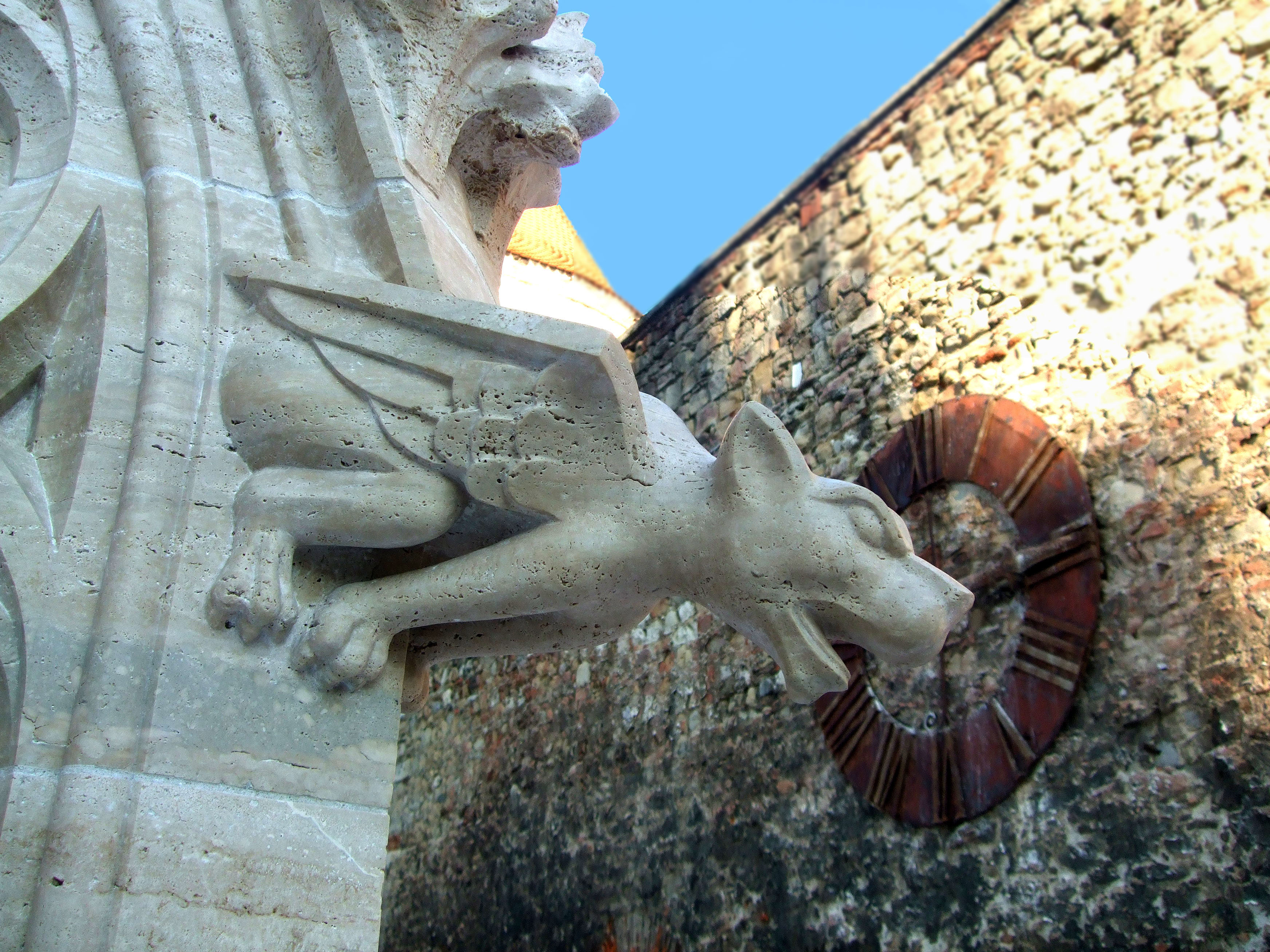
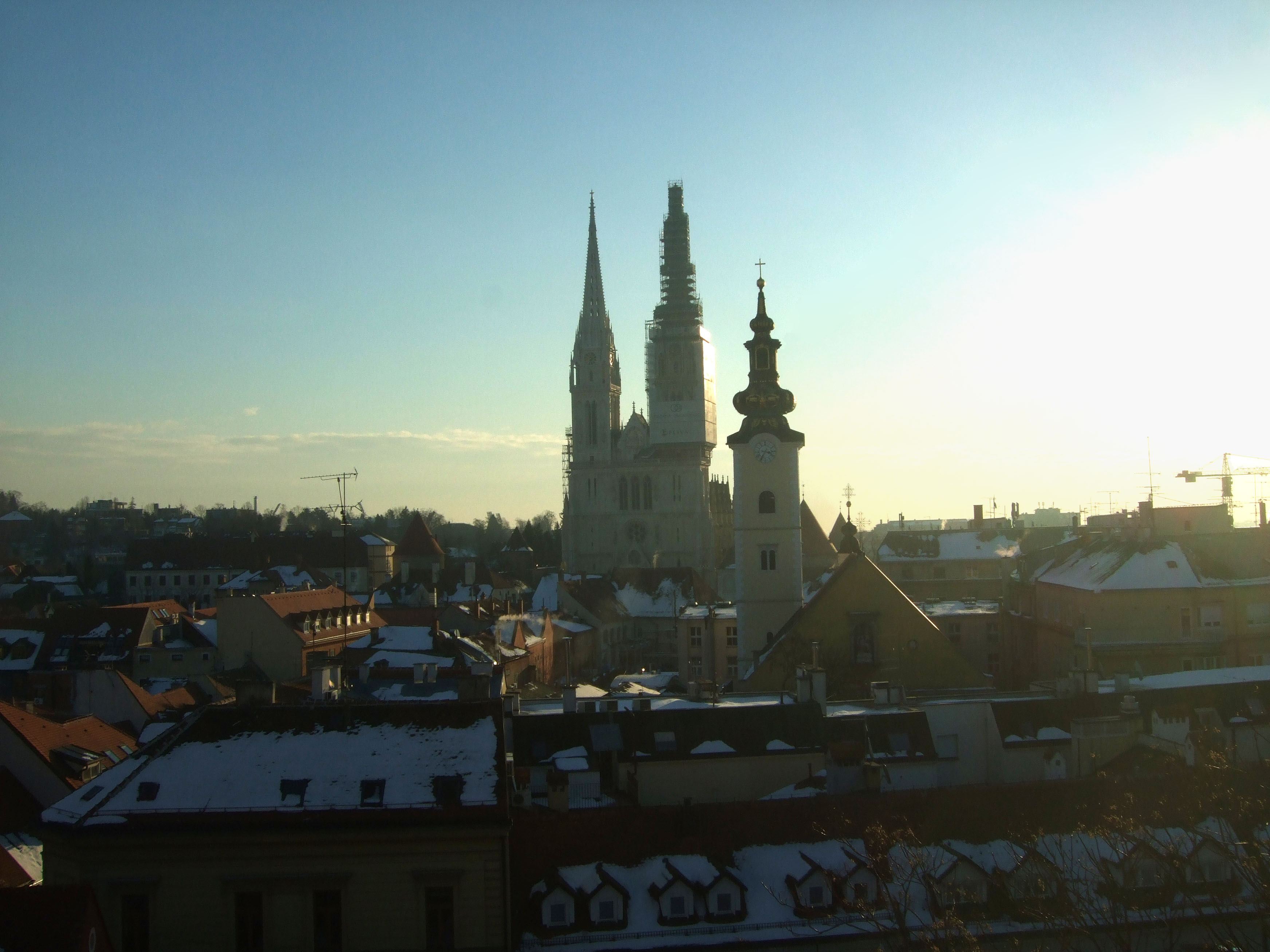
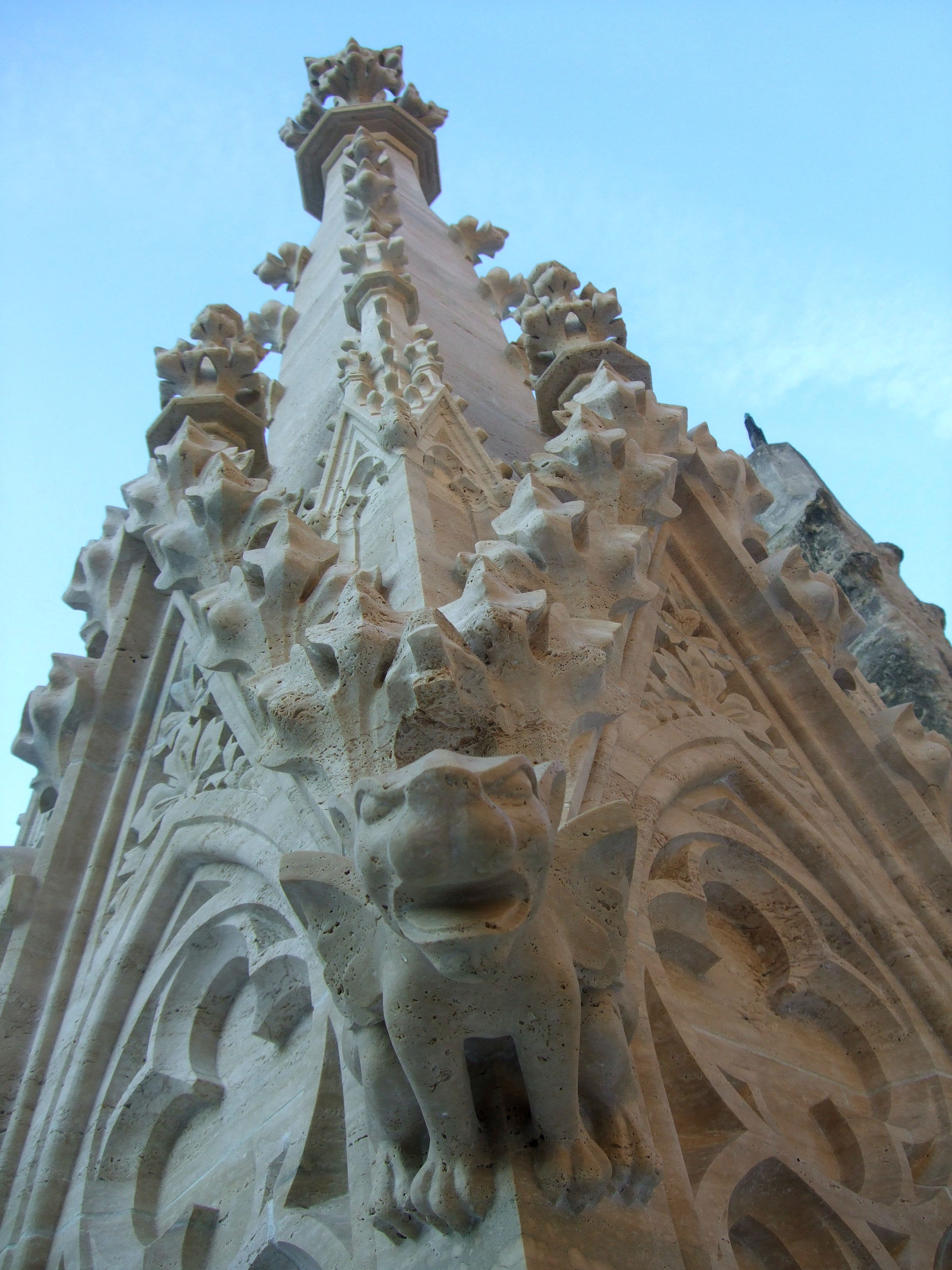
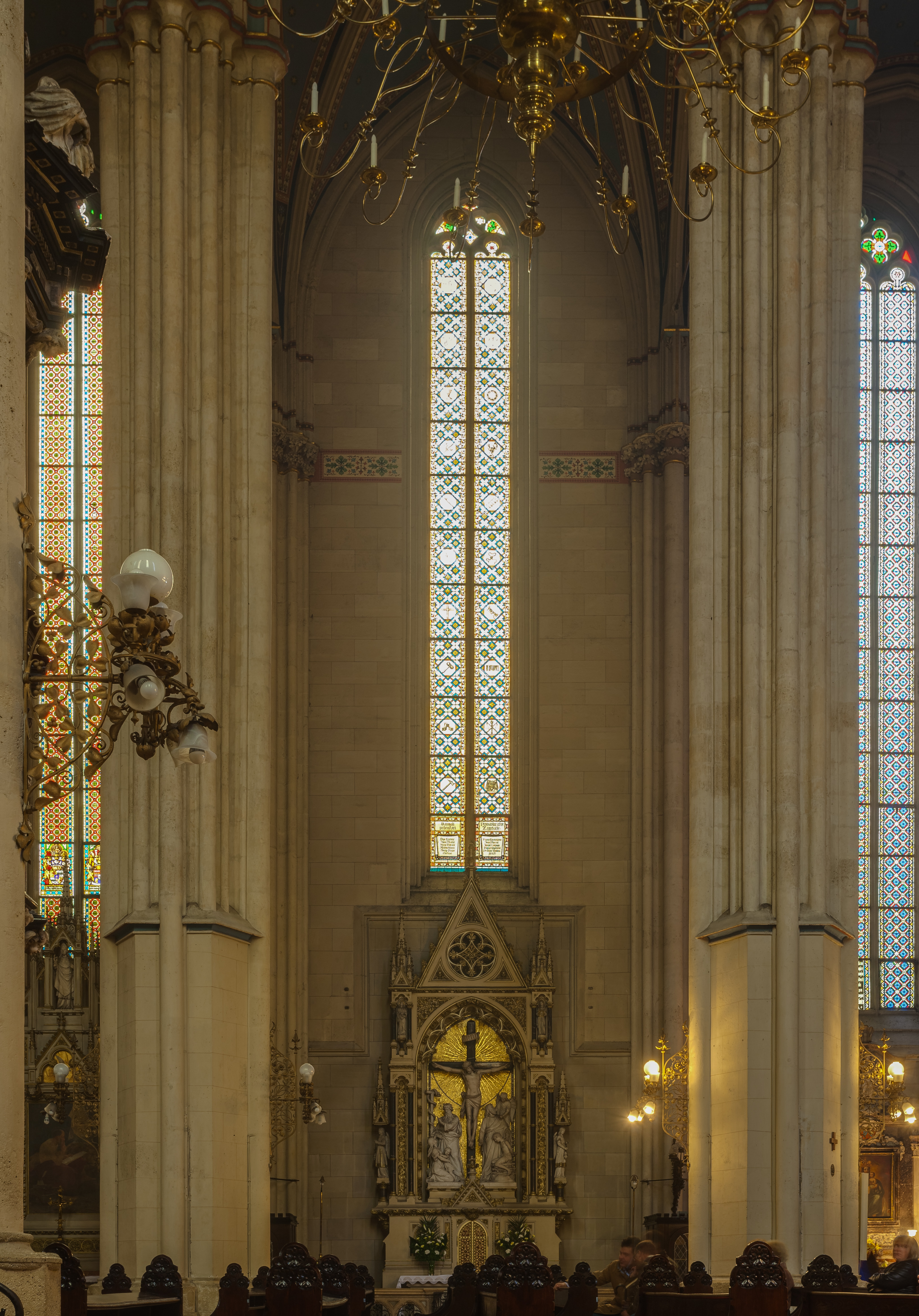
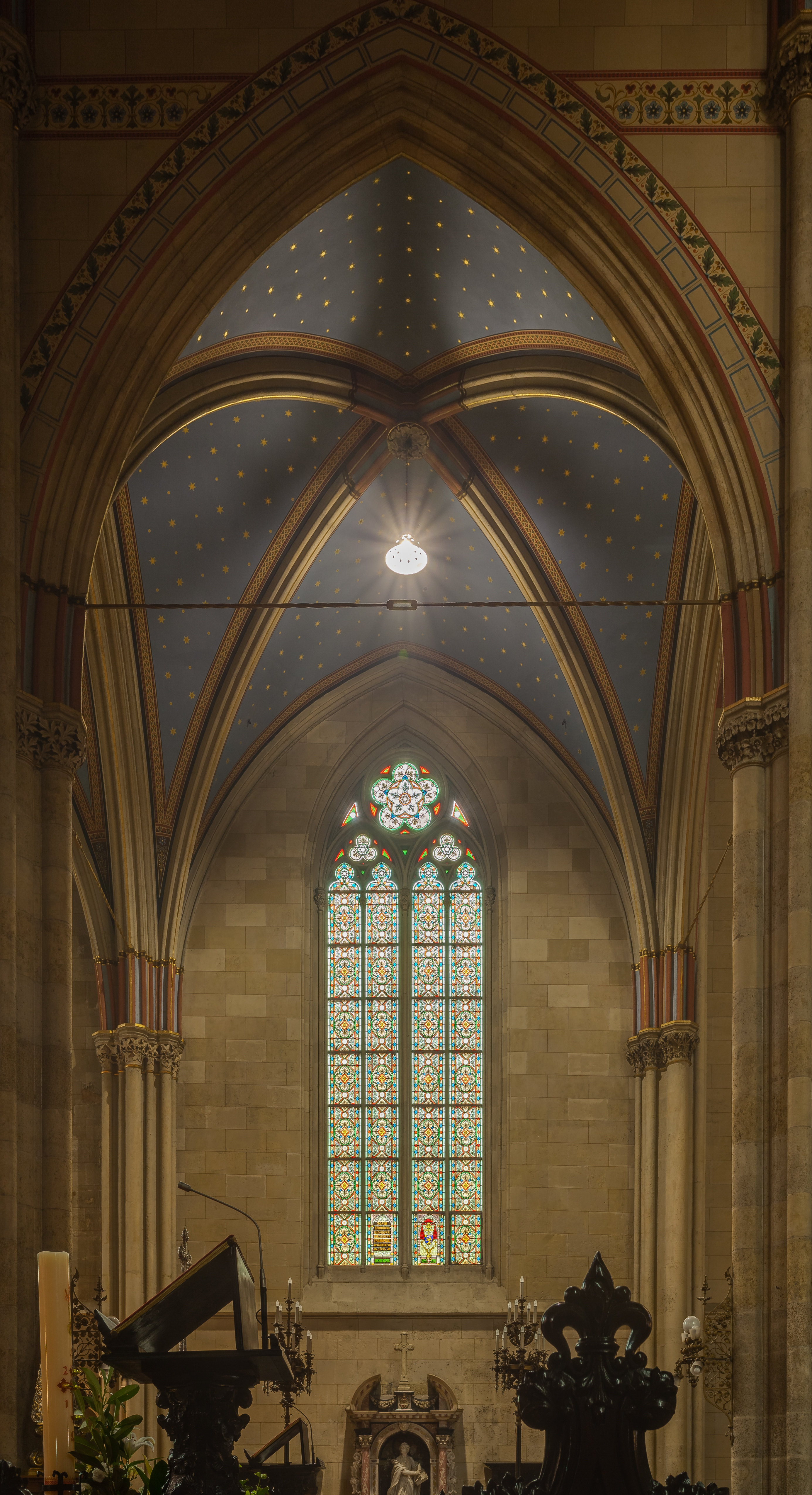
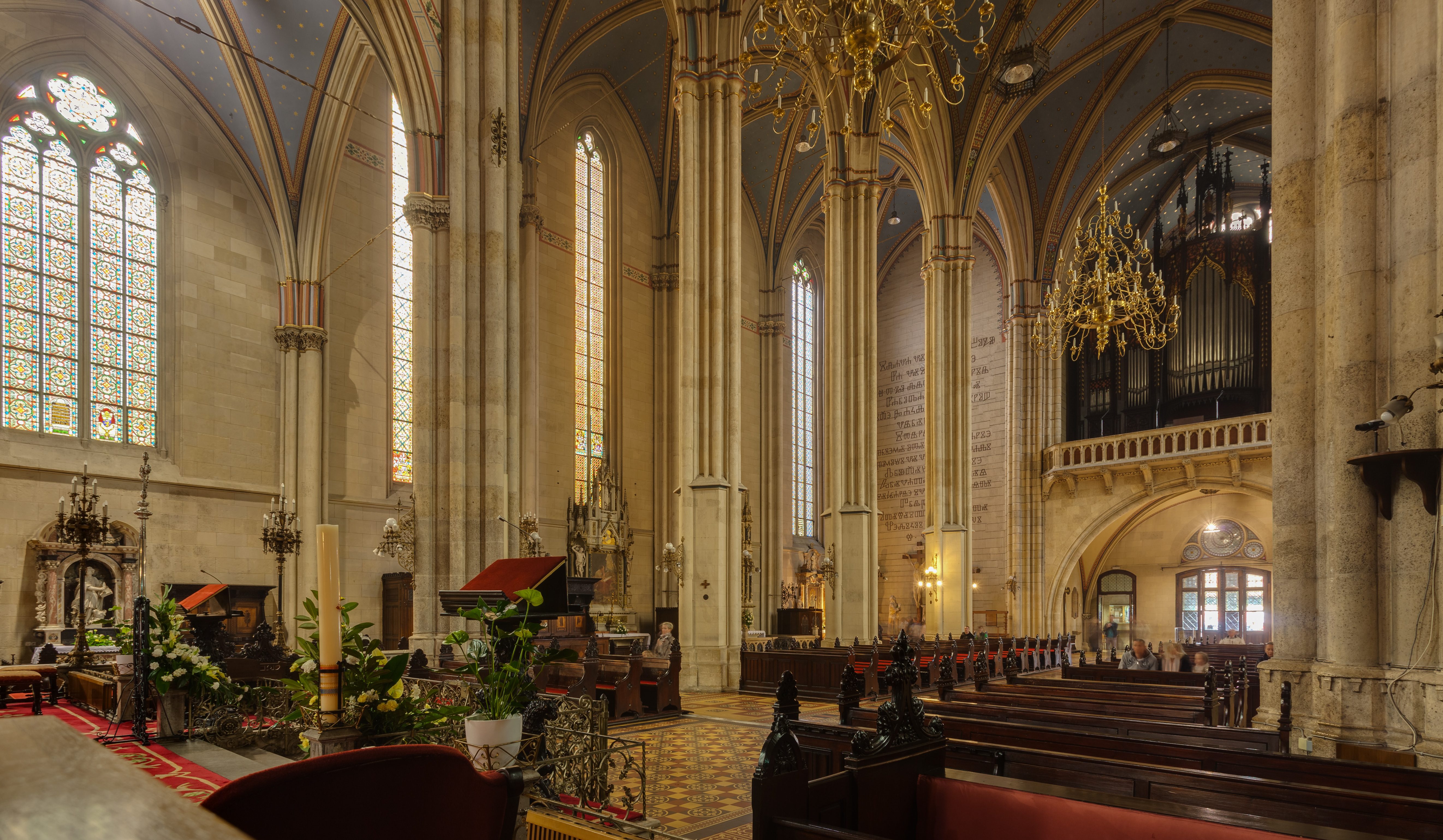
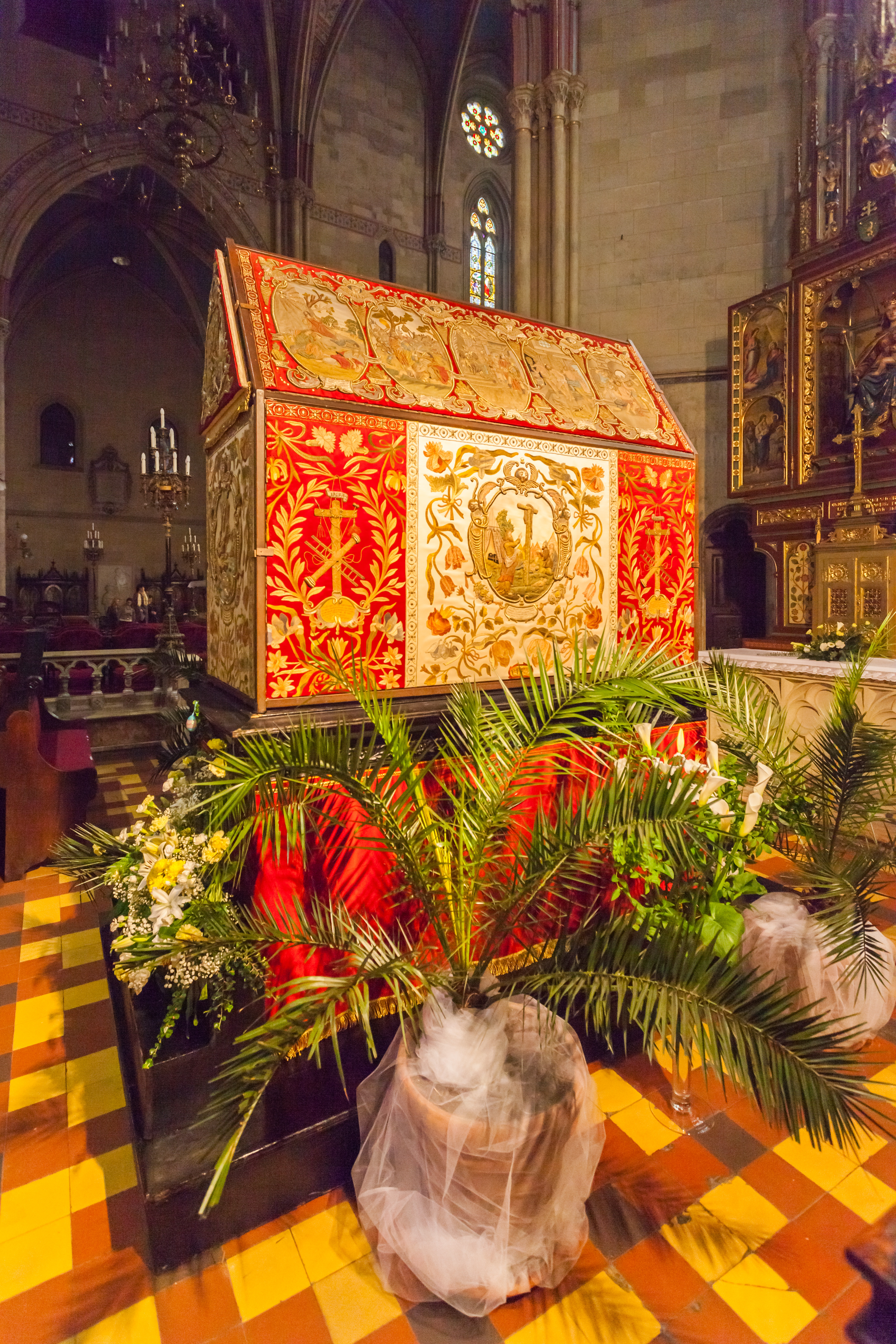
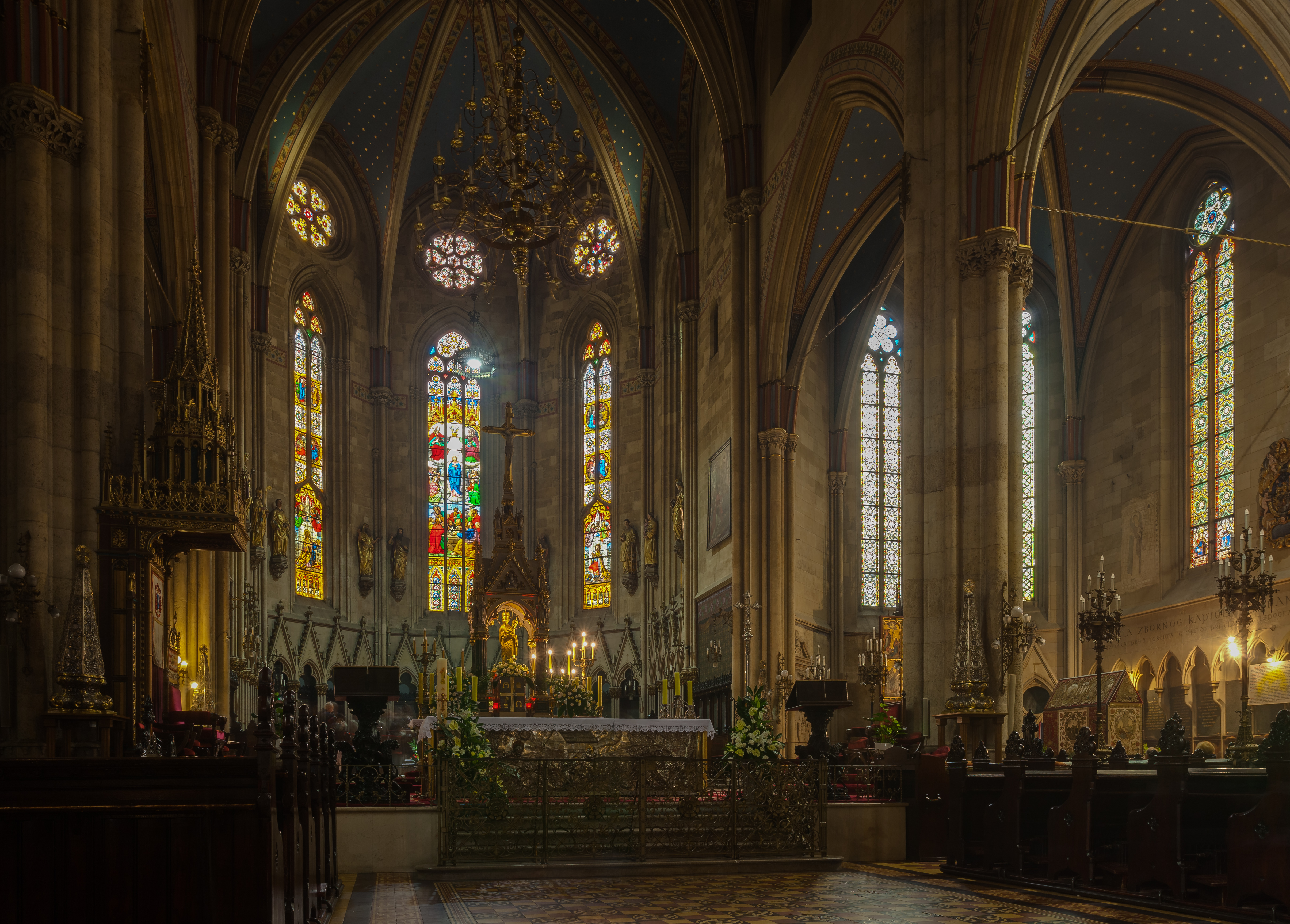